# Mark I (cuchillo de trinchera)
El Mark I fue un cuchillo de trinchera utilizado por las Fuerzas Armadas de EE. UU. en 1918. El arma no fue empleada en la Primera Guerra Mundial.

## Historia
El ejército de EE. UU. estaba mal equipado para la guerra de trincheras. Los cuchillos de trinchera U.S. M1917 y U.S. M1918 resultaron ser fracasos. En el ejército estadounidense, trataron de aprender de la experiencia francesa y encargaron a un comité de oficiales un nuevo diseño de cuchillo de trinchera. Esta vez, el Couteau Poignard Mle 1916 fue tomado como modelo para el Mark I. 

## Descripción
La hoja correspondía al modelo francés y contaba con una empuñadura con un puño americano/manopla de bronce en una sola pieza; los arcos de cada nudillo de la manopla tenían pequeñas puntas. La hoja, de 17,1 cm de longitud, estaba insertada a la manopla-empuñadura a través de su espiga y asegurada por una tuerca con forma de "rompe cráneos". Era un arma comúnmente corto-punzante, mientras que los cuchillos de trinchera de Alemania o Austria-Hungría fueron, en cambio, también utilizados como herramientas.